# Randy McKay
Hugh Randall "Randy" McKay, född 25 januari 1967, är en kanadensisk före detta professionell ishockeyspelare. Han tillbringade 15 säsonger i den nordamerikanska ishockeyligan National Hockey League (NHL), där han spelade för ishockeyorganisationerna Detroit Red Wings, New Jersey Devils, Dallas Stars och Montreal Canadiens. Han producerade 363 poäng (162 mål och 201 assists) samt drog på sig 1 731 utvisningsminuter på 932 grundspelsmatcher. Han spelade också på lägre nivåer för Adirondack Red Wings i American Hockey League (AHL) och Michigan Tech Huskies (Michigan Technological University) i National Collegiate Athletic Association (NCAA).
McKay draftades i sjätte rundan i 1985 års draft av Detroit Red Wings som 113:a spelare totalt.
Han vann två Stanley Cup med New Jersey Devils för säsongerna 1994–1995 och 1999–2000.
McKay var chef för Michigan Tech Huskies ishockeyprogram mellan 2007 och 2012.

## Statistik
| 1983–1984   | Lions du Lac St-Louis | LHMAAAQ     | 38  | 18  | 28  | 46  | 62   | 11  | 6  | 10 | 16 | 8   |
| 1984–1985   | Michigan Tech Huskies | NCAA        | 25  | 4   | 5   | 9   | 32   | —   | —  | —  | —  | —   |
| 1985–1986   | Michigan Tech Huskies | NCAA        | 40  | 12  | 22  | 34  | 46   | —   | —  | —  | —  | —   |
| 1986–1987   | Michigan Tech Huskies | NCAA        | 39  | 5   | 11  | 16  | 46   | —   | —  | —  | —  | —   |
| 1987–1988   | Michigan Tech Huskies | NCAA        | 41  | 17  | 24  | 41  | 70   | —   | —  | —  | —  | —   |
|             | Adirondack Red Wings  | AHL         | 10  | 0   | 3   | 3   | 12   | 6   | 0  | 4  | 4  | 0   |
| 1988–1989   | Detroit Red Wings     | NHL         | 3   | 0   | 0   | 0   | 0    | 2   | 0  | 0  | 0  | 2   |
|             | Adirondack Red Wings  | AHL         | 58  | 29  | 34  | 63  | 170  | 14  | 4  | 7  | 11 | 60  |
| 1989–1990   | Detroit Red Wings     | NHL         | 33  | 3   | 6   | 9   | 51   | —   | —  | —  | —  | —   |
|             | Adirondack Red Wings  | AHL         | 36  | 16  | 23  | 39  | 99   | 6   | 3  | 0  | 3  | 35  |
| 1990–1991   | Detroit Red Wings     | NHL         | 47  | 1   | 7   | 8   | 183  | 5   | 0  | 1  | 1  | 41  |
| 1991–1992   | New Jersey Devils     | NHL         | 80  | 17  | 16  | 33  | 246  | 7   | 1  | 3  | 4  | 10  |
| 1992–1993   | New Jersey Devils     | NHL         | 73  | 11  | 11  | 22  | 206  | 5   | 0  | 0  | 0  | 16  |
| 1993–1994   | New Jersey Devils     | NHL         | 78  | 12  | 15  | 27  | 244  | 20  | 1  | 2  | 3  | 24  |
| 1994–1995   | New Jersey Devils     | NHL         | 33  | 5   | 7   | 11  | 44   | 19  | 8  | 4  | 12 | 11  |
| 1995–1996   | New Jersey Devils     | NHL         | 76  | 11  | 10  | 21  | 145  | —   | —  | —  | —  | —   |
| 1996–1997   | New Jersey Devils     | NHL         | 77  | 9   | 8   | 27  | 109  | 10  | 1  | 1  | 2  | 0   |
| 1997–1998   | New Jersey Devils     | NHL         | 74  | 24  | 24  | 48  | 86   | 6   | 0  | 1  | 1  | 0   |
| 1998–1999   | New Jersey Devils     | NHL         | 70  | 17  | 20  | 37  | 143  | 7   | 3  | 2  | 5  | 2   |
| 1999–2000   | New Jersey Devils     | NHL         | 67  | 16  | 23  | 39  | 80   | 23  | 0  | 6  | 6  | 9   |
| 2000–2001   | New Jersey Devils     | NHL         | 77  | 23  | 20  | 43  | 50   | 19  | 6  | 3  | 9  | 8   |
| 2001–2002   | New Jersey Devils     | NHL         | 55  | 6   | 7   | 13  | 65   | —   | —  | —  | —  | —   |
|             | Dallas Stars          | NHL         | 14  | 1   | 4   | 5   | 7    | —   | —  | —  | —  | —   |
| 2002–2003   | Montreal Canadiens    | NHL         | 75  | 6   | 13  | 19  | 72   | —   | —  | —  | —  | —   |
| NHL totalt  | NHL totalt            | NHL totalt  | 932 | 162 | 201 | 363 | 1731 | 123 | 20 | 23 | 43 | 123 |
| AHL totalt  | AHL totalt            | AHL totalt  | 104 | 45  | 60  | 105 | 281  | 26  | 7  | 11 | 18 | 95  |
| NCAA totalt | NCAA totalt           | NCAA totalt | 145 | 38  | 62  | 100 | 194  | —   | —  | —  | —  | —   |